# Onesia hederacea
Onesia hederacea este o specie de muște din genul Onesia, familia Calliphoridae. A fost descrisă pentru prima dată de Geoffroy în anul 1785.
Este endemică în Franța. Conform Catalogue of Life specia Onesia hederacea nu are subspecii cunoscute.